# Елісон Судол
Елісон Лорен Судол (англ. Alison Loren Sudol, нар. 23 грудня 1984), відома як A Fine Frenzy («Прекрасне безумство») — американська альтернативна співачка, композитор та піаністка. Її дебютний альбом "One Cell in the Sea" був випущений у 2007 році, потім у 2009 році вийшов другий студійний альбом "Bomb in a Birdcage". Судол потрапила в музичні чарти США, Німеччини, Австралії, Швейцарії, Польщі та Франції, і навіть інших держав. Її музика була відзначена у численних телевізійних шоу, а також використовувалася у кількох великих кінофільмах.

## Біографія

### Дитинство
Елісон народилася в Сіетл, штат Вашингтон, в сім'ї двох вчителів драматичного мистецтва. Судол та її мати переїхали до Лос-Анджелесу після того, як її батьки розлучилися, коли їй було п'ять років. У дитинстві вона рідко бачила свого батька Джона Судола. Елісон слухала різну музику, включаючи Арету Франклін, Еллу Фіцджеральд і свіг.
Вона закінчила середню школу у віці 16 років і вважала себе «нудною та тихою» (англ. nerdy and quiet). Судол не «п'є і не курить або робить щось у цьому роді». Як вона заявила в інтерв'ю: «Я дуже нервувала про поїздку до коледжу, коли була молодша. Я зрозуміла, що мені потрібно два роки, щоб розібратися, що робити з музикою. І в 18 років я була так глибоко в ній, що я не хотіла зупинятися». У віці 18 років Судол організувала свою першу групу, Monro.
У Судол пристрасть до літератури, і вона поринула в роботи Клайв Стейплз Льюїс, Елвін Брукс Вайт, Льюїс Керрол, Ентоні Троллоп і Чарльза Дікенса. Назва її групи «A Fine Frenzy» взято зі строфи в п'єсі Вільям Шекспіра Сон літньої ночі. Після навчання грі на піаніно вона почала вкладати свою творчу енергію в написання пісень. Розіславши коротке демо, вона отримала відповідь від Джейсона Флома з EMI, який підписав з нею контракт після відвідування її будинку та «прослуховування її гри».

### Музична кар'єра

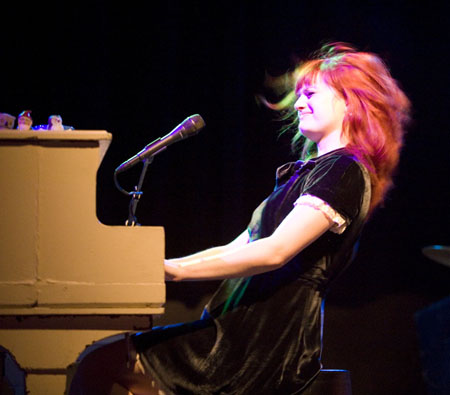
Судол грає на піаніно

У березні 2007 року Судол з'явилася на конференції South by Southwest, відкритої для The Stooges. Незабаром після цього було випущено її дебютний альбом "Cell in the Sea", який отримав позитивні відгуки. Її перший сингл, "Almost Lover", досяг 25 рядка музичного чарту Billboard's Hot Adult Contemporary Tracks. У середині 2007 року вона виступала під час туру Руфуса Уейнрайта. У березні та квітні вона вирушила до свого власного туру США та Канадою. У квітні вона гастролювала у Франції, Бельгії, Німеччині та Швейцарії. У вересні 2008 року вона виступала на прем'єрі New Pop Festival, організованій у Німеччині телекомпанією SWR3. Вона повернулася до Німеччини, Австралії та Швейцарії на сольний тур у листопаді 2008 року, а також грала на фестивалі Super Bock em Stock у грудні того ж року.
Її пісня You Picked Me була представлена на iTunes у рубриці Безкоштовний сингл тижня 14 серпня 2007 року, і VH1 показав її як одного з музикантів You Oughta Know. Крім того, у жовтні 2008 року You Picked Me була обрана як тема SIC, в португальській телевізійній мережі.
Альбом "One Cell in the Sea" був проданий у кількості 300 000 копій. У 2008 році він був випущений у Німеччині, Австралії, Швейцарії та Польщі. У кожній з цих країн альбом досяг піка в топ-30, сингл Almost Lover досяг восьмого місця в Німеччині, десятого в Швейцарії і п'ятого в Австралії.
Другий Альбом Судол, «Bomb in a Birdcage», вийшов 8 вересня 2009 року. Перший сингл, "Blow Away", був випущений у липні 2009 року, потім вийшло ще два сингли - "Happier" і "Electric Twist".
У Твіттері Судол оголосила про початок роботи над третім альбомом, хоча дата та назва не були озвучені, альбом планується випустити у 2012 році.
31 жовтня Судол у твіттері повідомила про те, що група займається мастерингом запису.

### Виступи на телебаченні
6 лютого 2008 року Судол виконала Come On, Come Out на The Late Show with David Letterman. 23 лютого вона виконала "Almost Lover" та "Come On, Come Out" на CBS' Saturday Early Show. Вона була запрошеною зіркою на прем'єрі четвертого сезону Місце злочину: Нью-Йорк, виконуючи роль Новий Кент. Під час її виступу на The Late Late Show with Craig Ferguson, 15 жовтня 2009 року, вона заспівала Blow Away. У телевізійному серіалі "Доктор Хаус" пісню "Whisper" можна почути в епізоді "Joy to the World", а також "Hope for the Hopeless" звучала в трьох епізодах: "Act Your Age", "Human Error", та «Airborne». "Hope for the Hopeless" була також представлена на прем'єрі серіалу "Притягнення всупереч".
Пісня "Near to You" прозвучала в епізоді "Friendship/Passion" серіалу "Дикий вогонь". У серіалі "Як я зустрів вашу маму" звучала пісня "Lifesize" в епізоді "Doppelgangers". Також пісня The Beacon була використана в епізоді Hot and Bothered канадської поліцейської драми «Копи-новобранці». "Ashes and Wine" була використана в епізоді "Bad Moon Rising" серіалу "Щоденники вампіра". Також її музика була використана в серіалі «Голлівудські пагорби».

## Дискографія

### Альбоми
- One Cell in the Sea (2007, Virgin Records)
- Bomb in a Birdcage (2009, Virgin Records)
- A Fine Frenzy Live at the House of Blues Chicago (2009, Virgin Records) (iTunes exclusive)
- Pines (2012, Virgin Records)

### EPs
- Demo — EP (2006): "Rangers", "Almost Lover", "The Well"
- Live Session (iTunes Exclusive) - EP (2007): "Almost Lover", "The Minnow & The Trout", "Borrowed Time", "Last of Days"
- Live in 2007 (2007), (Amazon.com exclusive): "Almost Lover (Live)", "Come On, Come Out (Live)", "Rangers (Live)", "The Minnow & The Trout (Live)" »
- Come On, Come Out (2008), Німеччина: "Come On, Come Out" + Nachtwandler Protone Mix, "Love Sick", "Devil's Trade"
- Oh Blue Christmas (2009), (iTunes/Target exclusive): "Blue Christmas", "Winter Wonderland", "Winter White", "Christmas Time is Here", "Wish You Well", "Redribbon Foxes"

### Сингли
- "Almost Lover" (2007), Німеччина, Switzerland, Austria, Slovenia, Poland, Lithuania
- «Rangers» (2007)
- "Come On, Come Out" (2008), Poland
- "Blow Away" (2009), International
- «Happier» (2009), International
- "Electric Twist" (2010), International

### Саундтреки
- Dan in Real Life (2007): "Fever"
- Sleepwalking (2008): "Come On, Come Out"
- Powder Blue (2009): "Ride-Goldrush"
- The Vampire Diaries (2010): "Ashes and Wine", "Stood Up", "All You Wanted" (with Sounds Under Radio)
- Monte Carlo (2011): "Blow Away"
- New Year's Eve (2011): "The Fun Begins"

### Збірники
- Stockings by the Fire (Starbucks Entertainment Compilation) (2007): "Let it Snow"

## Фільмографія
| Рік  |    | Українська назва                          | Оригінальна назва                           | Роль             |
| ---- | -- | ----------------------------------------- | ------------------------------------------- | ---------------- |
| 1997 | ф  |                                           | Here Dies Another Day                       | дівчина №1       |
| 2002 | ф  |                                           | The Gray in Between                         | 21-річна дівчина |
| 2004 | кф |                                           | Little Black Boot                           | співачка         |
| 2007 | с  | Місце злочину: Нью-Йорк                   | CSI: NY                                     | Нова Кент        |
| 2012 | кф |                                           | The Story of Pines                          | Пайн             |
| 2014 | с  | Очевидне                                  | Transparent                                 | Кайя             |
| 2015 | с  | Розкопки                                  | Dig                                         | Емма Вілсон      |
| 2015 | ф  |                                           | Other People's Children                     | Винтер           |
| 2016 | ф  | Фантастичні звірі і де їх шукати          | Fantastic Beasts and Where to Find Them     | Квіні Ґольдштейн |
| 2016 | ф  |                                           | Between Us                                  | Надя             |
| 2018 | ф  | Фантастичні звірі: Злочини Ґріндельвальда | Fantastic Beasts: The Crimes of Grindelwald | Квіні Ґольдштейн |
| 2019 | ф  |                                           | The Last Full Measure                       | Тара             |
| 2022 | ф  | Фантастичні звірі: Таємниці Дамблдора     | Fantastic Beasts: The Secrets of Dumbledore | Квіні Ґольдштейн |